# Cycloteuthidae
Cycloteuthidae Naef, 1923 è una famiglia di molluschi cefalopodi dell'ordine Oegopsida.

## Descrizione
I Cycloteuthidae sono calamari di dimensioni da medie a grandi, avendo una lunghezza massima del mantello circa 60 cm.
Possiedono un mantello a forma di calice con pinne lunghe, larghe, discoidali, che superano il 70% della lunghezza del mantello negli esemplari adulti. Le otto braccia hanno due serie di ventose mentre i due tentacoli ne possiedono quattro sulle clave tentacolari.
Questi calamari presentano fotofori disposti variamente su occhi, testa, mantello, sacco dell'inchiostro ma non possiedono un ectocotile.

## Biologia
Non si hanno molte informazioni sulla biologia dei Cycloteuthidae. I membri della famiglia vivono nelle zone epipelagiche inferiori e mesopelagiche, occasionalmente sul fondo in acque batiali. Si ritiene che le specie effettuino migrazioni verticali giornaliere: alcuni esemplari sono stati catturati nei 200 m superiori di notte e a 500-1.000 m di profondità durante il giorno.

## Distribuzione e habitat
I Cycloteuthidae sono diffusi nelle acque tropicali e subtropicali di tutto il globo.

## Pesca
Le piccole dimensioni delle specie di questo genere, la consistenza morbida delle carni e la relativa rarità nella pesca a strascico rende le specie non interessanti da un punto di vista commerciale. Questi calamari sono comunque predate da cetacei, pesci, uccelli marini e altri cefalopodi.

## Tassonomia
La famiglia comprende i seguenti generi:
- Cycloteuthis Joubin, 1919
- Discoteuthis R. E. Young & Roper, 1969